# それゆけ!大宮セブン
『それゆけ!大宮セブン』（それゆけ おおみやセブン）は、BSよしもと、テレビ埼玉（テレ玉）で共同著作されているバラエティ番組。札幌テレビ放送（STV）、群馬テレビ（GTV）でもネット放送されている。

## 出演者
- 大宮セブン
  - 囲碁将棋
  - マヂカルラブリー
  - GAG
  - タモンズ
  - すゑひろがりず
  - ジェラードン

- 過去の出演者
  - コマンダンテ

## 主なコーナー
- 大宮セブンルール

それぞれのメンバーに密着し、自身が決めている7つのルールを紹介する。内容は関西テレビの番組『セブンルール』に似るが、コントのテイストとなっている。
- 怪奇！大宮に潜む極細生物を追え！

建物と建物の間などに潜む極細生物（GAG坂本）を写真に収め、「極細図鑑」を作成する。巨大生物（タモンズ安部）が出現するときもある。
- 知らな過ぎ男と無知男が街ブラ

知らな過ぎ男（ジェラードン西本）と知らな無知男（ジェラードンかみちぃ）の兄弟が大宮を街ブラする。
- すべりのグルメ

すべった芸人の癒しとなる大宮の飲食店を紹介する。
- 大宮7NEWS

すゑひろがりずが大宮セブンのニュースを報道する。
- アタックの大将

ジェラードンのアタック西本が裸の大将の格好で、大宮の店の絵を描く。
- 着物でDIY

すゑひろがりずがDIYを行う。
- 博士とナナタの遠くなる昨日

全9話の番組内連続ミニドラマ。
天才科学者である森ノ宮博士とアンドロイド兵器のナナタは、人知れず悪の組織『グルイゼン』と激しい戦いを繰り広げ、なんとか勝利を納める。平和が訪れた世界で、博士とナナタは穏やかな日常を過ごすのであったが…
「京都国際映画祭2022」にて全話特別上映された。
- 野田クリスタルを埼玉に住まわせたいよ～

都内在住の野田を埼玉県内に移住させたい企画。プレゼンターはタモンズ。これまで大宮、岩槻、川越、飯能、浦和編を放送。
- ジャングルの長老

GAGのSJが企画した「文田大介の新キャラをプロデュース」で文田がジャングルの長老で登場し、SJ扮する動物キャラがジャングルの長老にお悩み相談を持ち掛け、ジャングルの長老からのアドバイスを受ける流れとなっている。以後不定期で番組の冒頭で放送される。

## 放送リスト
放送日はテレビ埼玉でのもの。

## 放送時間
- 火曜23:30-24:00（テレビ埼玉）
- 水曜24:30-24:30（群馬テレビ）
- 金曜26:31-27:01（札幌テレビ放送）
- 日曜23:30-23:59（BSよしもと）

### 備考
BSよしもとでは1週間遅れで放送されている。
本番組はBSよしもとでの放送後に在京民放テレビ局系動画配信サービスである「TVer」でも配信されている。なお、本番組は日本テレビが運営している無料動画配信サービス「日テレ無料TADA!」に供給されており、TVerでは更にその供給を受ける形で配信されている。この経緯から、TVerでは日本テレビ系列の番組として扱われている。

## 派生ユニット
※文田大介（囲碁将棋）はロックバンド「THE KOZIES」のボーカル、かみちぃ（ジェラードン）は如月マロンとして音楽活動を行っているので参加せず。
- 『アイボリーズ』（バンド）
  - メンバーは、ボーカル：アタック西本（ジェラードン）、ギター：村上（マヂカルラブリー）、キーボード：SJ（GAG）、ベース：根建太一（囲碁将棋）、ドラム：南條庄助（すゑひろがりず）
  - 配信シングル

  1. アイボリーズのテーマ（2024年7月17日） - 作詞：アイボリーズ、作曲・編曲：シマッシュレコード
  2. ボディブロー（2024年12月18日） - 作詞：アタック西本（ジェラードン）、作曲：竹安堅一・鈴木圭介（フラワーカンパニーズ）、編曲：フラワーカンパニーズ

- 『東播Doggs』（ヒップホップユニット）
  - メンバーは、タモンズ、GAG（福井俊太郎、安田ファニー）※安田は途中参加（シングル第1弾には不参加）
  - 配信シングル

  1. 東播Doggs（2024年7月17日） - 作詞：東播Doggs、作曲・編曲：なんぶ

- 三島達矢（演歌ソロ、すゑひろがりず）
  - 配信シングル

  1. それでも俺は幸せさ（2025年6月18日） - 作詞：向井浩二・三島達矢、作曲：向井浩二、編曲：矢田部正